# Medinilla
Medinilla là một chi có khoảng 150 loài thực vật nở hoa trong họ Melastomataceae, bản địa các vùng nhiệt đới của Cựu thế giới từ châu Phi (hai loài) về phía đông qua Madagascar (khoảng 70 loài) và miền Nam châu Á phía tây các đảo Thái Bình Dương. Chi này được đặt tên theo J. de Medinilla, thống đốc của quần đảo Mariana vào năm 1820.
Chúng là cây thường xanh, cây bụi hoặc dây leo.

## Một số loài chọn lọc
Có khoảng 418 loài trong chi này:
- Medinilla acuminata Philippines
- Medinilla arboricola Trung Quốc
- Medinilla assamica Trung Quốc
- Medinilla astronioides Philippines
- Medinilla banahaensis Elmer Philippines
- Medinilla beamanii Borneo
- Medinilla brevipendunculata Philippines
- Medinilla clemetis Philippines
- Medinilla congesta Philippines
- Medinilla cordata Philippines
- Medinilla cummingii Philippines
- Medinilla curtisii
- Medinilla dolichophylla Merr. Philippines
- Medinilla erythrophylla Trung Quốc, Nepal
- Medinilla fengii Trung Quốc
- Medinilla formosana Trung Quốc
- Medinilla fuligineo-glandulifera Trung Quốc
- Medinilla hainanensis Trung Quốc
- Medinilla halconensis Philippines
- Medinilla hayataiana Taiwan
- Medinilla himalayana Trung Quốc
- Medinilla involucrata Philippines
- Medinilla lanceata Trung Quốc
- Medinilla luchuenensis Trung Quốc
- Medinilla magnifica Philippines

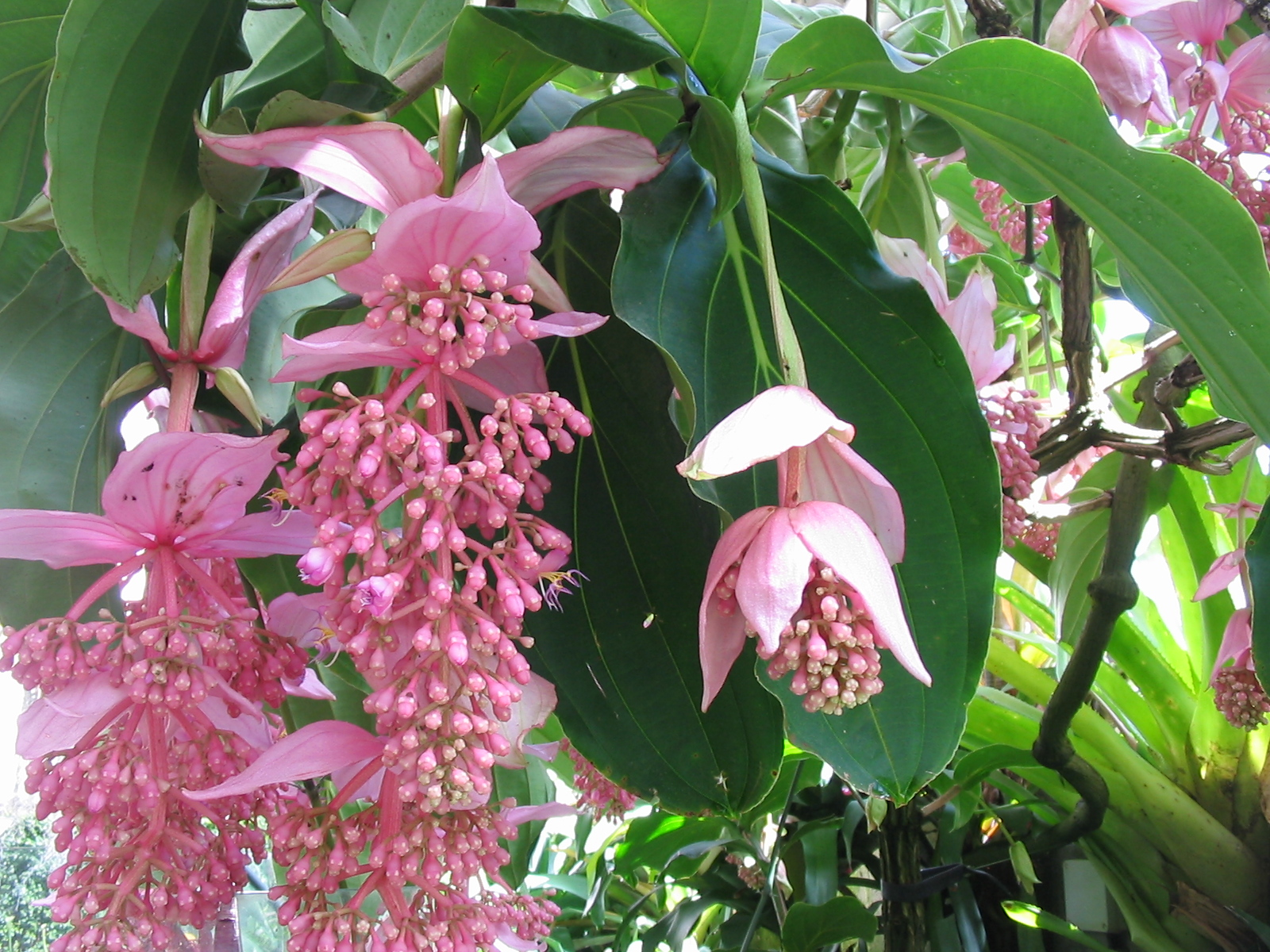
Medinilla magnifica là một cây cảnh phổ biến bản địa đảo Luzon và Mindoro

- Medinilla malindangensis Philippines
- Medinilla merrillii Philippines
- Medinilla mindorensis Merr. Philippines
- Medinilla miniata Philippines
- Medinilla multiflora Philippines
- Medinilla mytiformis Philippines
- Medinilla nana Trung Quốc
- Medinilla petelotii Trung Quốc
- Medinilla pycnantha Quisumb. & Merr. Philippines
- Medinilla ramiflora Philippines
- Medinilla rubicunda Trung Quốc
- Medinilla scortechinii Philippines
- Medinilla sedifolia
- Medinilla septentrionalis Trung Quốc
- Medinilla speciosa Philippines
- Medinilla venosa Indonesia, Philippines
- Medinilla waterhousei Fiji "Tagimaucia"
- Medinilla yunnanensis Trung Quốc